# Bostock (viennoiserie)
Pour les articles homonymes, voir Bostock.
Bostock
 (août 2022).
Le bostock est une spécialité française originaire de Normandie.

## Composition
Le bostock est traditionnellement composé par une tranche de brioche imbibée de sirop recouverte d'un élément composé à partir de fruit (marrons glacés, confiture, etc.) et de crème d'amandes au dessus, puis décoré de fruits secs ou frais avant d'être mis au four. 
Originellement cuit dans des boîtes de conserves, le bostock est le plus souvent rond, mais les variantes récentes sont souvent proches d'une forme rectangulaire lorsqu'elles sont faites de brioche cuite dans des moules à pain (ayant donc trois côtés plats et un côté légèrement courbé vers l'extérieur).
Le bostock est souvent considéré comme proche du pain perdu et du croissant aux amandes, car il se compose d'une tranche de brioche légèrement rassie et imbibée d'un liquide, puis recouverte de crème d'amande.